# Cham Khalīfeh
Cham Khalīfeh (persiska: چَمِ خَليفِه, چم خلیفه) är en ort i Iran.   Den ligger i provinsen Chahar Mahal och Bakhtiari, i den centrala delen av landet, 400 km söder om huvudstaden Teheran. Cham Khalīfeh ligger 1 875 meter över havet och antalet invånare är 885.
Terrängen runt Cham Khalīfeh är huvudsakligen kuperad. Cham Khalīfeh ligger nere i en dal.Runt Cham Khalīfeh är det ganska tätbefolkat, med 160 invånare per kvadratkilometer. Närmaste större samhälle är Saman, 6,7 km söder om Cham Khalīfeh. Trakten runt Cham Khalīfeh består i huvudsak av gräsmarker.